# Keeway Focus
Il Keeway Focus è uno scooter prodotto dalla casa motociclistica cinese Keeway (facente parte del Qianjiang Group) dal 2003 al 2008.

## Descrizione
Il Focus si posizionava nel listino Keeway tra l'Hurracane e il Matrix.
Sotto la sella dello scooter c'è un motore a due tempi da 49 cm³ monocilindrico orizzontale di derivazione Minarelli con raffreddamento ad aria, che spinge lo scooter fino ad una velocità massima di 45 km/h. Oltre ai cavalletti principali e laterali, il Focus è dotato di un vano portaoggetti nello scudo anteriore e un portapacchi.
In seguito è stata introdotta anche altre due motorizzazioni, dalla cubatura di 125 e 150 cm³ entrambe a 4 tempi.